# 당 태종
당 태종 이세민(唐 太宗 李世民, 598년 1월 28일(음력 597년 12월 22일) ~ 649년 7월 10일(음력 5월 26일))은 중국 당나라의 제2대 황제다. 뛰어난 군사적 능력을 바탕으로 수나라 말기 중원의 혼란기를 모두 평정하여 당 건국에 지대한 공로를 세웠다. 뛰어난 정치가, 전략가, 예술가이기도 했으며 정관의 치로 불리는 왕조 최전성기를 이끈 황제다.
당 고조 이연의 두 번째 아들이다. 이름인 '세민'의 본래 뜻은 제세안민(濟世安民), 즉 세상을 구하고 백성을 편안하게 한다는 뜻이다. 한국에서는 1차 고당 전쟁 당시 고구려를 침공한 황제로도 알려져 있다.

## 생애

### 어린 시절 .
598년, 당국공(唐國公) 이연(李淵)과 그의 첫 부인 두씨(竇氏) 사이 두 번째 아들로 태어났다. 원래 선비족 출신이었지만, 아버지인 이연이 수나라 황실 친인척 관계상 수 문제 양견의 처이질(妻姨姪)었던데다가 수나라에서 크게 활약하였기 때문에 이후 집안이 한족으로 동화되었다. 
614년, 장손씨와 혼인을 올렸다. 이후, 돈황군공(燉煌郡公)에 봉하였다. 
617년, 수 양제 양광의 고구려 원정과 엄청난 대토목 공사로 이미 피폐해진 수나라 각지에서 반란군이 일어났으며, 이연 역시 여기에 가담하였다. 이 무렵의 일화로, 운정흥 장군에게 깃발을 많이 세워 군의 수가 많은 것처럼 위장하라는 계책을 올려 칭찬을 들었다는 것이 있다. 그리고, 이세민은 진국공(秦國公)으로 진봉되었으며, 이후에 수나라 공제(恭帝)의 황위 계승에도 관여하였다.
618년 3월, 그리하여 아버지를 모시고, 수나라의 수도 장안으로 진격해서 장안을 손에 넣고, 때마침 수 양제 양광(친인척 관계상 양광은 아버지 이연의 이종사촌 남동생이었음.)마저 강도에서 그의 시위장이자 우문술의 아들인 우문화급과 우문지급 형제에게 암살되었다. 5월, 이연은 공제에게 선양을 받아 당의 황제 자리에 오르고, 이세민을 진왕(秦王)에 봉했다.
619년, 그러나 뒤이어 반란을 일으킨 여러 호족과 귀족들이 당나라에 충성을 바치지 않자, 이세민은 그들을 격파하러 출병했다. 반역 호족은 왕세충, 두건덕, 설인고, 유무주 등이었는데, 이세민은 이들에게 단 한번도 패하지 않고 모두 제거하였다.
621년, 반란 진압에 대한 공으로 아버지인 당 고조 이연에게 천책상장(天策上將), 즉 하늘이 내린 장수라는 별호를 얻었다.

### 현무문의 변
그 이후, 이세민의 권세는 점점 커졌고, 인기 또한 높아졌다. 이것을 불안하게 여긴 형이자 황태자인 이건성과 막내동생인 제왕(齊王) 이원길은 이세민을 죽일 모책을 세우고, 급히 자신들 계파의 대신들을 불렀다. 이건성의 부하들 중에는, 위징, 왕규(王珪), 배적(裴寂) 등이 있어, 이세민 제거 작전을 세운다. 그러나, 이것을 알아챈 이세민은 처남 장손무기와 장군 이정, 이세적 등을 이용해, 도리어 역으로 그들을 이용하려 했다.
626년 7월 2일, 이세민은 부황 이연을 알현하여, 형제들이 자기를 죽이려 모함한다고 아뢰었고, 이연은 지체없이 그들을 자신의 황궁으로 불렀다. 그들이 황궁의 현무문으로 들어온 순간, 매복한 이세민의 군사들이 이건성과 이원길에게 화살을 마구 쐈고, 그 자리에서 그들은 살해당한다.
이것이 바로 '현무문의 변'이다. 3일 뒤에 이연은 할 수 없이 이세민을 황태자로 삼고, 2개월 뒤에 그에게 양위하였다. 이에 이세민이 9월 4일에 황제에 올랐으며, 이듬해에 연호를 정관(貞觀)이라 하니, 이가 바로 당나라 제2대 황제인 태종이다.

### 정관의 치
이세민은 황제에 오르고 나서 농민들에게 균등히 토지를 나누어 주어 조용조 제도로 세금을 걷었다. 이 제도는 토지를 받은 사람은 국가에 곡물을 바치고, 1년 중 20일을 국가를 위해 일하며, 직물 등을 바치게 하는 제도로써, 국가는 풍족해지고 민생은 안정되었다. 이세민은 형 이건성의 편에 있던 위징을 자신의 편으로 만들었고, 위징은 명재상이 되어 중국을 안정시켰다.
또한 과거제도를 실시하여 인재를 양성했고, 군사 제도는 부병제인 징병제로 택하였다. 이렇게 많은 인재를 등용시킨 당나라는 나날이 번창해져 갔으며 백성들도 더더욱 이세민을 우러러 보았다. 또한 이세민은 아무리 적의 밑에서 일했던 장수라 할지라도, 능력이 뛰어나면 무슨 일을 해서라도 자신의 사람으로 만들었다. 또한 이세민은 아무리 신하들이 자기에게 독설을 퍼부어도 역정을 내지 않고, 그 간언을 잘 받아들여 언제나 국가와 백성들을 위해 좋은 정책을 만들 수 있었다.

### 돌궐과 고구려 원정
630년, 이세민은 동돌궐을 정벌하여 텡그리카간[天可汗], 즉 천하의 칸 중의 칸이라는 칭호를 얻었으며, 중앙 아시아도 정복해 당의 영토를 이전 황조의 2배의 수치로 넓혔다.
631년, 당 태종(太宗)이 즉위 내내 고구려에 침입하려는 야심을 보이자, 고구려도 비사성(卑沙城)과 부여성(扶餘城)을 연결하는 장장 20여 년이 걸리는 천리장성(千里長城)을 쌓기 시작하였다. 당나라는 고구려의 세력권 내에 있던 거란족을 꾀어 고구려를 배반하게 하는 등 침공태세를 갖추었다.
645년 2월, 낙양을 거처 고구려 정벌길을 나선다. 4월, 당 태종은 이적(李勣:李世勣)과 장량(張亮)을 앞세우고 30만 군으로 요하를 건너 개모성(蓋牟城)부터 함락시킨다. 5월, 50만 석의 군량이 있는 요동성(遼東城)과  점령하여 전진기지로 삼고, 근처 몇 개의 성을 함락시킨다. 6월, 안시성을 공격하기 전에 주필산(駐蹕山)에서 승기를 잡아 곧이어 안시성으로 진격한다. 7월, 드디어 안시성(安市城)을 진격하여 공격하였다. 그러나 고구려는 안시성 전투에서 약 60일간 사투(死鬪)하여 당나라의 공격을 막아냈다. 9월, 안시성을 함락하지 못한 당나라 대군은 후퇴하게 된다.
그 뒤에도 당 태종은 2차(647년), 3차(648년)에 걸쳐 이적(李勣:李世勣), 우진달(于進達), 설만철(薛萬徹) 등을 보내어 침입하였으나 실패하였다.

### 후계자와 최후
643년, 원래 그는 황태자 이승건이 있었으나 불량한 행동과 소인배와 어울린다는 이유로 폐하였다. 이후, 4남 복왕 이태를 봉하려 하였으나, 행실을 이유로 황태자 후보에서 제외되었다. 그리하여, 9남 진왕(晉王) 이치를 황태자에 세웠다. 태자 책봉 이후, 황태자 이치는 당의 제3대 황제 당 고종이 되며, 고구려 원정 전후로 하여 대리청정을 했다.
649년, 이세민은 고구려 원정 실패 후 몇 년간 이질을 앓았다. 5월 26일 (7월 10일), 당 태종 이세민은 장안 취미궁(翠微宮) 함풍전(含風殿)에서 향년 52세(50세)를 일기로 사망하였다.

## 존호, 시호, 묘호, 능호
초기 시호는 문황제(文皇帝)이며, 고종 때 개칭하여 문무성황제(文武聖皇帝)로 고쳤으며, 당 현종 때 추가로 개칭한 정식시호는 문무대성대광효황제(文武大聖大廣孝皇帝)이다.
묘호는 태종(太宗)이며, 능호는 소릉(昭陵)이다.

## 가족 관계

### 조부모와 부모
- 조부 : 세조(世祖) 원황제(元皇帝) 이병(李昞)
- 조모 : 원정황후(元貞皇后) 독고씨(獨孤氏)
- 부친 : 고조(高祖) 신요황제(神堯皇帝) 이연(李淵)
- 모친 : 태목황후(太穆皇后) 두씨(竇氏)

### 황후
| 봉호       | 시호                        | 이름(성씨)      | 별칭  | 재위년도      | 생몰년도      | 국구(장인/장모)                                                       | 능묘       | 비고 |
| ---------- | --------------------------- | --------------- | ----- | ------------- | ------------- | --------------------------------------------------------------------- | ---------- | ---- |
| 황후(皇后) | 문덕순성황후 (文德順聖皇后) | 장손씨 (長孫氏) | [ 2 ] | 626년 ~ 636년 | 601년 ~ 636년 | 제국헌공(齊國獻公) 장손 성(長孫 晟) 제국공부인(齊國公夫人) 고씨(高氏) | 소릉(昭陵) |      |

### 후궁
| 봉호(시호) | 별칭                          | 이름(성씨)     | 생몰년도      | 비고       |
| 황비(皇妃) | 황비(皇妃)                    | 황비(皇妃)     | 황비(皇妃)    | 황비(皇妃) |
| ---------- | ----------------------------- | -------------- | ------------- | ---------- |
| 귀비(貴妃) | 기국태비(紀國太妃)            | 위규(韋珪)     | 597년 ~ 665년 | [ 3 ]      |
| 귀비(貴妃) | 조국태비(趙國太妃)            | 양씨(楊氏)     |               |            |
| 비(妃)     |                               | 양씨(楊氏)     |               | [ 4 ]      |
| 비(妃)     |                               | 음씨(陰氏)     |               | [ 5 ]      |
| 덕비(德妃) | 현비(賢妃) 월국태비(越國太妃) | 연씨(燕氏)     | 609년 ~ 671년 |            |
| 현비(賢妃) |                               | 정씨(鄭氏)     |               |            |
| 현비(賢妃) | 충용(充容)                    | 서혜(徐惠)     | 627년 ~ 650년 |            |
| 구빈(九賓) |                               |                |               |            |
| 소의(昭儀) |                               |                |               | 이름 미상. |
| 소용(昭容) |                               | 위이자(韋尼子) | 607년 ~ 656년 | [ 6 ]      |
| 궁인(宮人) |                               |                |               |            |
| 첩여(婕妤) |                               |                |               | 성씨 미상. |
| 첩여(婕妤) |                               | 양씨(楊氏)     |               | [ 7 ]      |
| 미인(美人) |                               | 소씨(蕭氏)     |               |            |
| 재인(才人) |                               | 소씨(蕭氏)     |               |            |
| 재인(才人) |                               | 최씨(崔氏)     |               |            |
| 기타 첩실  |                               |                |               |            |
| 왕비(王妃) | 소왕비(巢王妃)                | 양씨(楊氏)     |               | [ 8 ]      |
| 재인(才人) | 무측천(武則天)                | 무조(武瞾)     |               | [ 9 ]      |
| 전등(典燈) |                               |                |               | 성씨 미상. |
| 도인(刀人) |                               | 고씨(高氏)     |               | [ 10 ]     |
|            |                               | 왕씨(王氏)     |               |            |
|            |                               | 주씨(周氏)     |               |            |

- 이름 미상의 첩실과 후궁은 제외함.

### 황자
| -    | 봉호                | 시호   | 이름           | 생몰년도      | 생모            | 자식     | 별칭   | 비고                   |
| ---- | ------------------- | ------ | -------------- | ------------- | --------------- | -------- | ------ | ---------------------- |
| 장남 | 항산군왕 (恆山郡王) | 민(愍) | 이승건(李承乾) | 618년 ~ 645년 | 문덕황후 장손씨 | 2남      | [ 11 ] | [ 12 ]                 |
| 차남 | 초왕(楚王)          |        | 이관(李寬)     | 619년 ~ 626년 |                 |          |        | [ 13 ]                 |
| 3남  | 오왕(吳王)          |        | 이각(李恪)     | 619년 ~ 653년 | 황비 양씨       | 4남 5녀  | [ 14 ] | [ 15 ]                 |
| 4남  | 복왕(濮王)          | 공(恭) | 이태(李泰)     | 620년 ~ 653년 | 문덕황후 장손씨 | 2남      | [ 16 ] | [ 15 ]                 |
| 5남  | 제왕(齊王)          |        | 이우(李祐)     | ? ~ 643년     | 황비 음씨       |          | [ 17 ] | [ 18 ]                 |
| 6남  | 촉왕(蜀王)          | 도(悼) | 이음(李愔)     | ? ~ 667년     | 황비 양씨       | 3남 1녀  | [ 19 ] | [ 15 ]                 |
| 7남  | 장왕(蔣王)          |        | 이운(李惲)     | ? ~ 674년     | 궁인 박씨       | 16남     | [ 20 ] |                        |
| 8남  | 월왕(越王)          | 경(敬) | 이정(李貞)     | 627년 ~ 688년 | 월국태비 연씨   |          | [ 21 ] |                        |
| 9남  | 황태자(皇太子)      |        | 이치(李治)     | 628년 ~ 683년 | 문덕황후 장손씨 |          | [ 22 ] | 제3대 황제 고종(高宗). |
| 10남 | 기왕(紀王)          |        | 이신(李愼)     | ? ~ 689년     | 기국태비 위씨   | 11남 3녀 | [ 23 ] |                        |
| 11남 | 강왕(江王)          | 상(殤) | 이효(李囂)     | ? ~ 632년     | 월국태비 연씨   |          |        | 요절함.                |
| 12남 | 대왕(代王)          |        | 이간(李簡)     | ? ~ 631년     |                 |          |        | 요절함.                |
| 13남 | 조왕(趙王)          |        | 이복(李福)     | 634년 ~ 670년 | 조국태비 양씨   | 4남      |        |                        |
| 14남 | 조왕(曹王)          | 공(恭) | 이명(李明)     | ? ~ 682년     | 소왕비 양씨     | 5남      | [ 24 ] |                        |

### 황녀
| -    | 봉호(시호)          | 이름                                  | 생몰년도      | 생모            | 남편                              | 별칭   | 비고    |
| ---- | ------------------- | ------------------------------------- | ------------- | --------------- | --------------------------------- | ------ | ------- |
| 장녀 | 양성공주 (襄城公主) |                                       | ? ~ 651년     |                 | 송국공(宋國公) 소예(蕭鋭)         |        |         |
| 차녀 | 여남공주 (汝南公主) |                                       | ? ~ 636년     |                 |                                   |        | 요절함. |
| 3녀  | 남평공주 (南平公主) |                                       | ? ~ 650년     |                 | 남평현남(南城縣男) 왕경직(王敬直) |        |         |
| 3녀  | 남평공주 (南平公主) | 투국공(渝國公) 유현의(劉玄意)         | ? ~ 650년     |                 |                                   |        |         |
| 4녀  | 수안공주 (遂安公主) |                                       |               |                 | 신도현남(信都縣男) 두규(竇逵)     |        |         |
| 4녀  | 수안공주 (遂安公主) | 흡주자사(歙州刺史) 왕대예(王大禮)     |               |                 |                                   |        |         |
| 5녀  | 장락공주 (長樂公主) | 이여질(李麗質)                        | 621년 ~ 643년 | 문덕왕후 장손씨 | 장손 충(長孫 冲)                  |        |         |
| 6녀  | 예장공주 (豫章公主) |                                       |               |                 | 당의식(唐義識)                    |        |         |
| 7녀  | 비경공주 (比景公主) |                                       | ? ~ 653년     |                 | 양양군공(襄陽郡公) 시영무(柴令武) | [ 25 ] |         |
| 8녀  | 보안공주 (普安公主) |                                       |               |                 | 두국공(竇國公) 사인표(史仁表)     |        |         |
| 9녀  | 동양공주 (東陽公主) |                                       | ? ~ 701년     |                 | 신국공(申國公) 고이행(高履行)     |        |         |
| 10녀 | 임천공주 (臨川公主) | 이맹미(李孟姜)                        | 624년 ~ 682년 | 기국태비 위씨   | 초양공(譙襄公) 주도무(周道務)     |        |         |
| 11녀 | 청하공주 (清河公主) | 이경(李敬)                            | 624년 ~ 664년 |                 | 동아현공(東阿縣公) 정회량(程懷亮) | [ 26 ] |         |
| 12녀 | 난릉공주 (蘭陵公主) | 이숙(李淑)                            | 628년 ~ 659년 |                 | 두회철(竇懷悊)                    | [ 27 ] |         |
| 13녀 | 진안공주 (晉安公主) |                                       |               |                 | 남주자사(嵐州刺史) 위사안(韋思安) |        |         |
| 13녀 | 진안공주 (晉安公主) | 양인로(楊仁輅)                        |               |                 |                                   |        |         |
| 14녀 | 안강공주 (安康公主) |                                       |               |                 | 독고 심(獨孤 諶)                  |        |         |
| 15녀 | 신흥공주 (新興公主) |                                       |               |                 | 장손 희(長孫 曦)                  |        |         |
| 16녀 | 성양공주 (城陽公主) |                                       |               | 문덕황후 장손씨 | 양양군공(襄陽郡公) 두하(杜荷)     |        |         |
| 16녀 | 성양공주 (城陽公主) | 하동현개국후(河東縣開國侯) 설관(薛瓘) |               | 문덕황후 장손씨 |                                   |        |         |
| 17녀 | 고양공주 (高陽公主) |                                       | 627년 ~ 653년 |                 | 방주자사(房州刺史) 방유애(房遺愛) |        | [ 28 ]  |
| 18녀 | 금산공주 (金山公主) |                                       |               |                 |                                   |        | 요절함. |
| 19녀 | 진양공주 (晉陽公主) | 이명달(李明達)                        | 633년 ~ 644년 | 문덕황후 장손씨 |                                   |        | 요절함. |
| 20녀 | 상산공주 (常山公主) |                                       |               |                 |                                   |        | 요절함. |
| 21녀 | 신성공주 (新城公主) |                                       | 634년 ~ 663년 | 문덕황후 장손씨 | 장손 전(長孫 詮)                  |        |         |
| 21녀 | 신성공주 (新城公主) | 위정구(韋正矩)                        | 634년 ~ 663년 | 문덕황후 장손씨 |                                   |        |         |

## 기년
| 태종        | 원년            | 2년        | 3년        | 4년        | 5년        | 6년        | 7년        | 8년        | 9년        | 10년       |
| ----------- | --------------- | ---------- | ---------- | ---------- | ---------- | ---------- | ---------- | ---------- | ---------- | ---------- |
| 서력 (西曆) | 627년           | 628년      | 629년      | 630년      | 631년      | 632년      | 633년      | 634년      | 635년      | 636년      |
| 간지 (干支) | 정해(丁亥)      | 무자(戊子) | 기축(己丑) | 경인(庚寅) | 신묘(辛卯) | 임진(壬辰) | 계사(癸巳) | 갑오(甲午) | 을미(乙未) | 병신(丙申) |
| 연호 (年號) | 정관(貞觀) 원년 | 2년        | 3년        | 4년        | 5년        | 6년        | 7년        | 8년        | 9년        | 10년       |
| 태종        | 11년            | 12년       | 13년       | 14년       | 15년       | 16년       | 17년       | 18년       | 19년       | 20년       |
| 서력 (西曆) | 637년           | 638년      | 639년      | 640년      | 641년      | 642년      | 643년      | 644년      | 645년      | 646년      |
| 간지 (干支) | 정유(丁酉)      | 무술(戊戌) | 기해(己亥) | 경자(庚子) | 신축(辛丑) | 임인(壬寅) | 계묘(癸卯) | 갑진(甲辰) | 을사(乙巳) | 병오(丙午) |
| 연호 (年號) | 11년            | 12년       | 13년       | 14년       | 15년       | 16년       | 17년       | 18년       | 19년       | 20년       |
| 태종        | 21년            | 22년       | 23년       |            |            |            |            |            |            |            |
| 서력 (西曆) | 647년           | 648년      | 649년      |            |            |            |            |            |            |            |
| 간지 (干支) | 정미(丁未)      | 무신(戊申) | 기유(己酉) |            |            |            |            |            |            |            |
| 연호 (年號) | 21년            | 22년       | 23년       |            |            |            |            |            |            |            |

## 당 태종이 등장하는 작품
- 《서유기》(CCTV, 1982년, 배우: 장지명)
- 《삼국기》(KBS, 1992년~1993년, 배우: 임병기)
- 《연개소문》(SBS, 2006년~2007년, 배우: 서인석, 이주현)
- 《대조영》(KBS, 2006년~2007년, 배우: 송용태)
- 《정관장가》(CCTV, 2007년, 배우: 당국강)
- 《대왕의 꿈》(KBS, 2012년~2013년, 배우: 윤승원)
- 《무미랑전기》(후난위성텔레비전, 2014년~2015년, 배우:장풍의)
- 《한국사기》(KBS, 2017년, 배우: 최현수)
- 《수당영웅》 배우 : 여소군
- 《안시성》 , 2018년 , 배우: 박성웅
- 《장가행》(텐센트, 2021년, 배우: 경락)

## 같이 보기
- 고구려
  - 영류왕 (618년 - 642년)
  - 보장왕 (642년 - 668년)

- 백제
  - 무왕 (600년 - 641년)
  - 의자왕 (641년 - 660년)

- 신라
  - 진평왕 (579년 - 632년)
  - 선덕여왕 (632년 - 647년)
  - 진덕여왕 (647년 - 654년)

- 왜
  - 스이코 천황 (592년 - 628년)
  - 조메이 천황 (628년 - 641년)
  - 고교쿠 천황 (641년~645년, 655년~661년)
  - 고토쿠 천황 (645년 - 654년)

## 참고 문헌
- 김부식 (1145), 《삼국사기》 〈권28 백제본기 제육(百濟本紀第六) 의자왕(위키문헌 번역본)〉 /(국사편찬위원회 > 한국사데이타베이스 번역본)